# Reggenza di Tanjung Jabung Occidentale
La reggenza di Tanjung Jabung Occidentale (in indonesiano: Kabupaten Tanjung Jabung Barat) è una reggenza dell'Indonesia, situata nella provincia di Jambi.
Il capoluogo della reggenza è Kuala Tungkal.